# 任温
任 温（朝鮮語: 임온）は、高麗の軍人であり、朝鮮氏族の豊川任氏と谷城任氏の始祖である。中国紹興出身。
任温は、忠烈王時代に慶尚道按察使、朝奉大夫、監門衛大将軍を歴任した。